# Tajiquistão nos Jogos Olímpicos
O Tajiquistão participou pela primeira vez dos Jogos Olímpicos como uma nação independente em 1996, e mandou atletas para competirem em todos os Jogos Olímpicos de Verão desde então. A nação também competiu nos Jogos Olímpicos de Inverno desde 2002. Até hoje, Andrei Drygin é o único atleta tajique nos Jogos de Inverno, sendo o único representante do país em 2002 e 2006.
Anteriormente, atletas tajiques competiram como parte da União Soviética nos Jogos Olímpicos até 1988, e após a dissolução da União Soviética, o Tajiquistão foi parte do Time Unificado em 1992.
O Tajiquistão ganhou sua primeira medalha olímpica nos Jogos Olímpicos de Verão de 2008, quando Rasul Boqiev conquistou a medalha de bronze no judô. No total o país tem três medalhas olímpicas.  
O Comitê Olímpico Nacional do Tajiquistão foi criado em 1992 e reconhecido pelo COI em 1993.

## Medalhistas
| Medalha           | Nome              | Jogos        | Esporte | Evento                                                         |
| ----------------- | ----------------- | ------------ | ------- | -------------------------------------------------------------- |
| Medalha de prata  | Yusup Abdusalomov | 2008 Pequim  | Lutas   | Até 84 kg masculino                                            |
| Medalha de bronze | Rasul Boqiev      | 2008 Pequim  | Judô    | Até 73 kg masculino                                            |
| Medalha de bronze | Mavzuna Chorieva  | 2012 Londres | Boxe    | Boxe nos Jogos Olímpicos de Verão de 2012 - Peso leve feminino |